# Elaliïta
L'elaliïta és un mineral de la classe dels fosfats. Rep el nom del meteorit El Ali, batejat d'aquesta manera perquè es va trobar a prop de la ciutat d'El Ali, a Somàlia, la seva localitat tipus.

## Característiques
L'elaliïta és un fosfat de fórmula química Fe²⁺₈Fe³⁺(PO₄)O₈. Aquest compost ja havia estat sintetitzat en un laboratori als anys 80, però fins que no se n'ha trobat a la natura no ha estat aprovat com a espècie vàlida per l'Associació Mineralògica Internacional, l'any 2022. Va ser publicada a la revista internacional American Mineralogist per Christopher D.K. Herd et al. en el mes de desembre de 2024 amb el títol Three new iron-phosphate minerals from the El Ali iron meteorite, Somalia: Elaliite 
Fe²⁺₈Fe³⁺(PO₄)O₈, elkinstantonite Fe₄(PO₄)₂O, and olsenite KFe₄(PO₄)₃. Cristal·litza en el sistema ortoròmbic.
L'exemplar que va servir per a determinar l'espècie, el que es coneix com a material tipus, es troba depositat a les col·leccions de meteorits del departament de Ciències de la Terra i Atmosfèriques de la Universitat d'Alberta, al Canadà, amb el número d'accés: met11814.

## Formació i jaciments
Va ser descoberta en una mostra de 70 grams del meteorit El Ali, trobat a la Regió de Hiiraan, a Somàlia. Aquest meteorit és l'únic a tot el planeta on ha estat descrita aquesta espècie mineral.